# 中央艺术坊
中央藝術坊（馬來語：Pasar Seni；英語：Central Market），前稱中央市場，是位於馬來西亞吉隆坡的藝術及工藝品市場。中央藝術坊的建築是以馬來亞文化特色設計的裝飾風藝術建築，於1888年正式啟用，並在1937年完成最後施工。建築原本用作傳統市場之用，現改建成馬來亞藝術及工藝品市場，並被劃爲文化古迹。

## 歷史
在吉隆坡甲必丹葉亞來的建議下，吉隆坡的華人社會在19世紀後期決定建設一座傳統市場。最終，中央市場於1888年開始啟用。雖然市場的建設由華人主導，但市場的裝飾風藝術建築以傳統的馬來亞特色為主題，屹立於茨廠街旁。為了應付持續增加的小販及商販數量，中央市場在建成後就不停擴建，而且每次擴建都會為建築物增加永久性結構。
現時中央藝術坊的立面則在1930年代的一次擴建後保持不變，而整體建築則於1937年大致完工。中央市場在1980年搬遷，馬來西亞古蹟學會成功阻止拆除計劃，並迫使馬來西亞聯邦政府出資復修市場。中央市場及後透過聯邦政府撥款9百萬令吉進行復修，改造成為馬來亞藝術及工藝品市場。
在1986年4月15日，美丽华闲暇公司取得中央藝術坊的經營權，在中央藝術坊出售不同的本地藝術及工藝品。及後在2004年，中央藝術坊再度轉手，由家勝集團成立獨立的公司營運市場。當時新成立的中央藝術坊有限公司著重旅遊業及文化發展事業的收益，投入1千萬重修建築，騰出7萬平方英呎的空間，希望可以為本地藝術界提供銷售市場。

## 交通
中央艺术坊位於吉隆坡市中心，鄰近有巴生谷綜合運輸系統車站中央藝術坊站，市民可以乘搭格拉那再也綫或双溪毛糯－加影线的列車前往。

## 外部連結
- 中央艺术坊（页面存档备份，存于）

3°08′45″N 101°41′44″E / 3.14583°N 101.69556°E